# Abisare
Abisare fue el sexto rey de la dinastía amorrea de Larsa, ciudad-estado de la Baja Mesopotamia. Hijo de Gungunum, el anterior soberano, su nombre transliterado del cuneiforme es A-bi-sa-re-e. Ocupó el trono entre los años 1905 y 1895 a. C.
Se enfrentó a Isin, la otra gran potencia de su época junto a Larsa, por el poder de Ur. Retuvo Ur durante un tiempo y consiguió vencer al rey Ur-Ninurta de Isin, que murió en el transcurso de una batalla ganada por Larsa en 1896 a. C., junto a la ciudad de Adab. No obstante, terminó por perder Ur ante Bur-Sin, hijo de Ur-Ninurta y rey de Isin. Posteriormente la soberanía de Ur fue recuperada por Sumu-ilum, hijo y sucesor de Abisare.
| Predecesor: Gungunum | Rey de Larsa 1905 a. C. - 1895 a. C.        | Sucesor: Sumu-ilum |
| Predecesor: Gungunum | Rey de Lagash 1905 a. C. - 1895 a. C.       | Sucesor: Sumu-ilum |
| Predecesor: Gungunum | Rey de Ur 1905 a. C. - 1895 a. C.           | Sucesor: Bur-Sin   |
| Predecesor: Gungunum | Rey de Eridu 1905 a. C. - 1895 a. C.        | Sucesor: Sumu-ilum |
| Predecesor: Gungunum | Rey de Sumer y Acad 1905 a. C. - 1895 a. C. | Sucesor: Bur-Sin   |